# Dallmeyer Peak
Der Dallmeyer Peak ist ein 1105 m hoher Berg an der Danco-Küste des Grahamlands im Norden der Antarktischen Halbinsel. Er ragt 3 km westlich des Steinheil Point am Südufer der Andvord Bay auf.
Der Berg ist erstmals auf einer argentinischen Landkarte aus dem Jahr 1952 verzeichnet. Das UK Antarctic Place-Names Committee benannte den Berg am 23. September 1960 nach dem deutsch-britischen Optiker John Henry Dallmeyer (1830–1983), der 1866 unabhängig zu Hugo Adolph Steinheil einen Aplanaten entwickelt hatte, der unter der Bezeichnung rapid rectilinear geführt wurde.